# Џери Конлон
Џерард „Џери“ Конлон (1. март 1954 — Белфаст, 21. јун 2014) био је члан „Гилфордске четворке“. Провео је у затвору 15 година пошто је био погрешно осуђен да је био бомбаш.
Рођен је у Белфасту и одрастао у Лоуеру, делу Белфаста. Описао је своје детињство као срећно. Отац му је био Ђузепе Конлон, фабрички радник, а мајка му је била Сара Конлон, болничка чистачица.
1974, са 20. година, Конлон је отишао у Енглеску да тражи посао и побегне од свакодневице Белфаста. Живео је са групом хипика кад је ухапшен и оптужен да је подметнуо бомбу у пабу Гилфорд, која је експлодирала 5. октобра те године.
Са новим друговима Полом Хилом и Падијем Армстронгом и енглескињом Керол Ричардсон, постао је члан тзв. „Гилфордске четворке“ - осуђени 1975. за постављање две бомбе те године - у Сурију и Гилфорду од којих је погинуло пет, а повређено више људи. Њих четворо је осуђено на доживотне робије. На суђену судија је рекао:„Да је вешање још у употреби били бисте погубљени."
Конлон је протестовао због своје невиности, инсистирајући да га је полиција тортуром навела на лажно признање. Октобра 1989. године, „Гилфордска четворка“ је ослобођена пошто је Апелациони суд у Лондону пресудио да је полиција фабриковала случај и сама написала признања. Кључан доказ да Конлон није био бомбаш је био сакривен са првог суђења.
Група Конлонових рођака, колективно позната као „Седморка Магвајер“, је била осуђена као члан бомбашке дружине и такође провела време у затвору. Ђузепе Конлон је само путовао у Лондон из Белфаста да свом сину обезбеди поштену одбрану на Суду, умро је у затвору 1980. 1991. Мегвајер седморка је такође рехабилитована. Научници су наводно закључили да су сви на шакама имали нитроглицерин.
После ослобађања од стране Апелационог суда, Конлон је рекао: „Био сам у затвору због нечега што нисам починио. Ја сам потпуно невин. Мегвајер седморка је недужна. Надамо се да ће „Бирмингемска шесторка" бити ослобођена.“ Конлона је бранио адвокат за људска права Гарет Пирс, који је учествовао у ослобађању „Бирмингемске шесторке".
Џери Конлон је написао књигу „Доказано невин“ (1991). по којој је 1993. снимљен филм У име оца, у којем Конлона глуми Данијел Деј Луис.
После изласка из затвора, Конлон је имао проблема у привикавању на цивилни живот, имајући два нервна слома, покушај самоубиства и зависност од алкохола и дрога. Опоравио се и постао учесник неких кампања за ослобађање у Великој Британији и широм света.
Умро је од рака плућа 21. јуна 2014. у Белфасту. Надживела га је сестра Ан.